# Stadler Rail
A Stadler Rail AG (más néven Stadler Rail Group) a svájci Bussnangban található székhelyű vasútijármű-gyártó cég, mely elsősorban egyedi termékekre, kis sorozatokra („tailor made”), motorkocsikra és motorvonatokra specializálódott. Ezen kívül az utolsó olyan cégek közé tartozik mely fogaskerekű vasúti járművek fejlesztésével és gyártásával foglalkozik, továbbá időközben valamennyi svájci magánvasúttársaság legfőbb szállítója. E családi vállalkozás hat leányvállalaton alapul, hat gyártó-, összeszerelő- és karbantartó-telephellyel Svájcban, illetve Németországban.

## Történet
1942-ben alapította Zürichben Ernst Stadler az Ingenieurbüro Stadlert, mely a háború alatt közúti és kisebb vasúti járműveket alakított át akkumulátoros üzeműre. A vállalkozás 1945-ben Wädenswilbe költözött és ott készítette első kis teljesítményű akkumulátoros, villamos- és dízelüzemű tolatómozdonyait Elektro-Fahrzeuge Ernst Stadler néven. Ennek ellenére a vállalat 1951-ben csődöt jelentett.
Ezek után Ernst Stadler újrakezdte és különböző megrendelőknek dolgozott azok saját műhelyeiben, majd egy újra egy saját kis műhelybe költözött Zürichben. Végül 1962-ben költözött Bussnangba, ahol egy nagyobb műhelyt építtetett. Az elkövetkező években Stadler a hivatalos székhelyét is Bussnangba tette át és a céget részvénytársasággá alakította át, mely 1974-től a Stadler Fahrzeuge AG nevet viselte.
Ernst Stadler 1981-ben bekövetkezett halála volt az első fordulópont a cég számára, melynek részvényei a család kezében voltak. Irma Stadler, a cégalapító özvegye átvette, a céget és maga vezette tovább. 1984-ben készítettek először személyszállító járműveket, melyek többsége a svájci magánvasutak speciális igényei alapján készültek.
A második fordulópont 1989-ben következett, amikor Irma Stadler a céget egy fiatal ismerősnek, a profi jégkorongozó Peter Spuhlernek ajánlotta fel. Alig két tucatnyi alkalmazottal egy moduláris járműcsaládot fejlesztettek ki, melynek különböző részegységeit más vállalatoktól vásárolták, majd Bussnangban összeszerelték. Ebből a koncepcióból született 1995-ben az első, nem különösebben szép, de igen praktikus Gelenktriebwagen (GTW) azaz „csuklós motorkocsi”.
A GTW iránti kereslet növekedésével az alkalmazotti létszám is fokozatosan nőtt, így a céget átszervezték. A Schindler Waggontól (SWG) 1997-ben átvették az Altenrheinben található üzem nagy részét és megalapították a Stadler Altenrhein AG-t. Mivel az altenrheini repülőtérnél fekvő Schindler-üzem, mely részben a lenyelt Flug- und Fahrzeugwerke Altenrheint (FFA) is magában foglalta, lényegesen nagyobb volt, mint a bussnangi Stadler-üzem, ezért az üzem egy részét kiürítették és a terület gy részét bérbe adták (Industriepark Altenrhein, melyet gyakran Industriepark Stadlernek is neveznek).
Altenrhein megvétele váratlan növekedést indukált, mely a haldokló üzemek és termelési részlegek megvételén alapult. Ehhez a Stadler Fahrzeugé-ból kiszervezték a Stadler Rail AG nevű családi holdingot, illetve Stadler Bussnang AG néven a bussnangi üzemet. 1998-ban megvették a Sulzer cégtől az egykori Schweizerische Lokomotiv- und Maschinenfabrik (SLM) fogaskerekű vasúti részlegét. 2000-ben az Adtranz cég Pankowban található, szintén nehéz helyzetben lévő üzemét Stadler Pankow GmbH néven vegyesvállalatként kiszervezték, melyben a Stadler 50%-ban részesedett. Korábban az Adtranz volt a GTW-k hajtás- és vezérlési elemeinek szállítója és ő volt jogosult a típus németországi gyártására és értékesítésére. Kartelljogi okokból az Adtranz Bombardier Transportation általi megvételével egyetemben 2001 a teljes üzemet eladták a Stadlernek, beleértve a GTW-k németországi kizárólagos értékesítésének, valamint a Regio-Shuttle motorkocsik, valamint a Variobahn városi villamosok kizárólagos gyártási jogát.
2001-ben nyitották meg Bussnangban az új, korszerű, 2-es számú szerelőcsarnokot, hogy a régi, 1962-es csarnokot teljesen kiválthassák. A korszerűsítés keretében a székhelyet új irodaépületbe költöztették. A mind több és mind nagyobb hosszúságú járművek miatt egy további (a 3-as számú) üzemet építettek 2004-re.
2004 őszén a csődbe jutott bieli Swiss Metal Casting AG öntödéjét a Stadler saját célokra megvásárolta és azóta Stadler Stahlguss AG néven üzemelteti. Mindössze néhány héttel ezután fokozatosan átvették az egykori PFA Weiden nevű németországi céget, mely 2005-től Stadler Weiden GmbH néven működött tovább. Tekintettel azonban arra, hogy a Stadler Rail Bajorországban számos felújítási tenderen alulmaradt, így ez a leányvállalat 2007. december 31-ével megszűnt, az alkalmazottakat máshová helyezték.
Az egyik legjelentősebb és nyolc évvel korábban még elképzelhetetlennek tartott „bevásárlást” a Stadler 2005. szeptember 5-én Winterthurban ütötte nyélbe. A Winpro AG megvétele, melyben már korábban is 40% részesedést szerzett, azt jelentette, hogy a patinás SLM maradék részei is a Stadler Railhez kerültek.
A lengyel PKP és a Koleje Mazowieckie által megrendelt FLIRT motorvonatok összeszerelésére, valamint a jelentősre becsült lengyelországi piacban rejlő lehetőségekre tekintettel hozta létre Stadler Polska Sp Z Oo a mazóviai Siedlcében összeszerelő üzemét, amely 2007 júniusa óta működik. Az üzem kapacitása havi egy motorvonat, mely igény esetén havi kettőre növelhető; létszáma jelenleg 30 fő, melyet 50-re terveznek növelni.

### Története Magyarországon
Hazánkban a Stadler a MÁV 30+30 db elővárosi motorvonatok beszerzésére indított közbeszerzési eljárás megnyerése után, 2005. december 1-jével hozta létre a Stadler Trains Magyarország Kft.-t, melynek tulajdonosa 80%-kal a Stadler Bussnang AG, illetve 20%-kal az ügyvezető igazgató Dunai Zoltán. A cég Pusztaszabolcson építette fel a motorvonatok karbantartó bázisát, amely 2008 végére 80 főt foglalkoztat majd. A 30 db-os opció lehívását követően 2007 októberében pedig döntés született arról, hogy a Stadler Trains Magyarország Kft. 400 fős alumínium vasúti kocsitest gyártó üzemet hoz létre Szolnokon, évi 200 alumínium kocsitest kapacitással.
A gyár 2008 utolsó negyedévében megkezdi a termelést, és 2009-ben már teljes kapacitással működik.

## Legfontosabb típusok
- GTW – Gelenktriebwagen

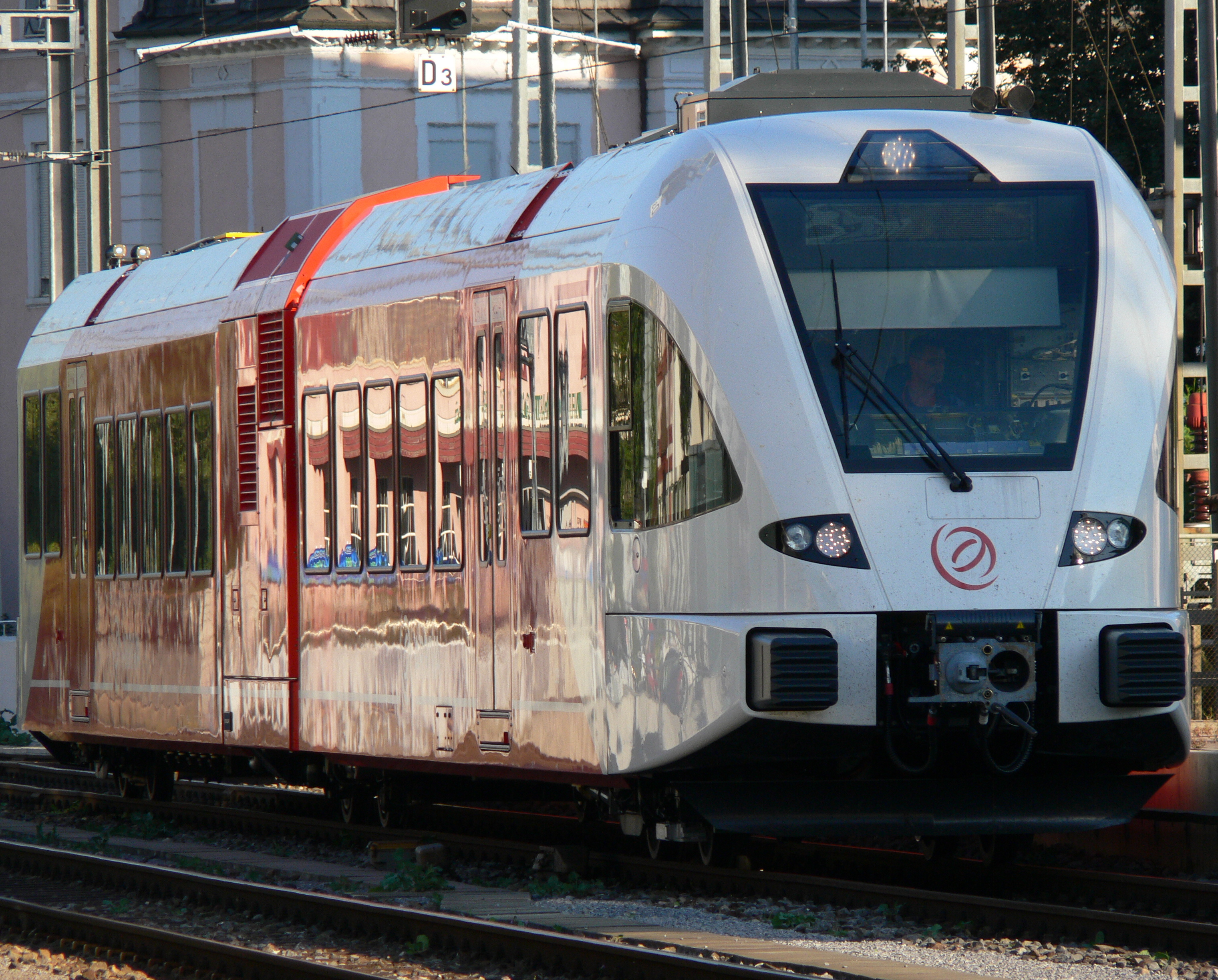
A holland Arriva GTW-je

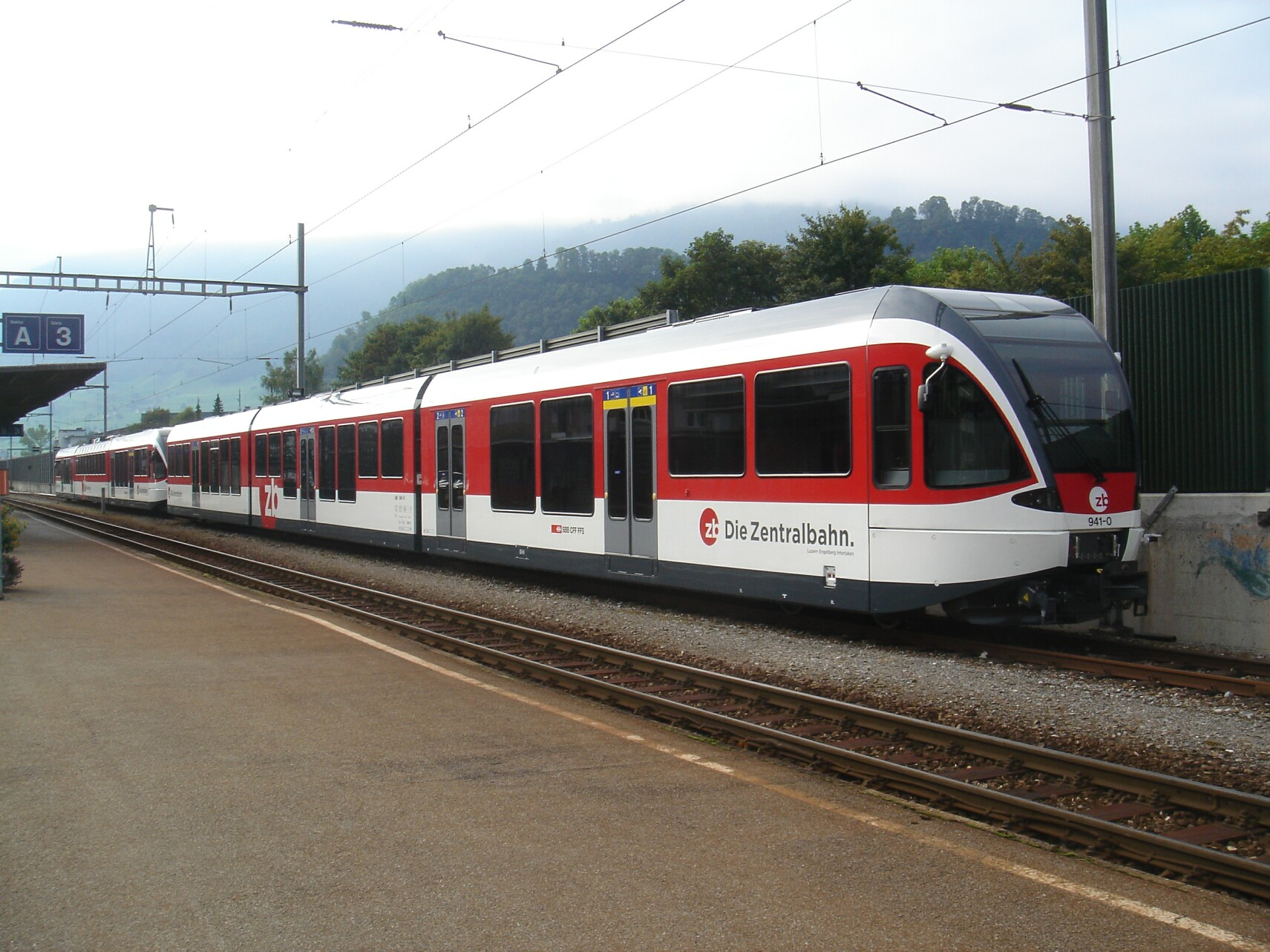
SPATZ

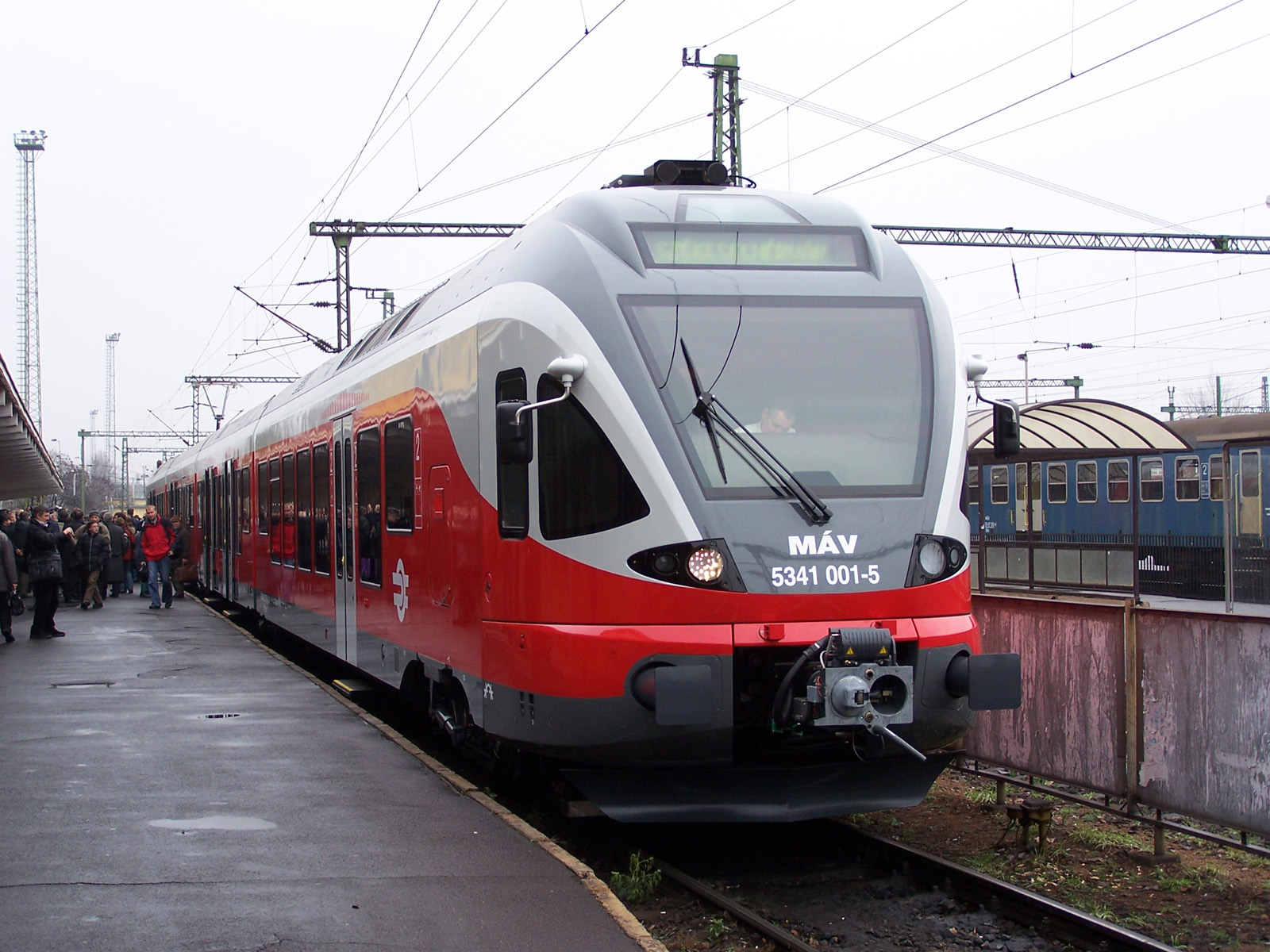
A MÁV Flirtje

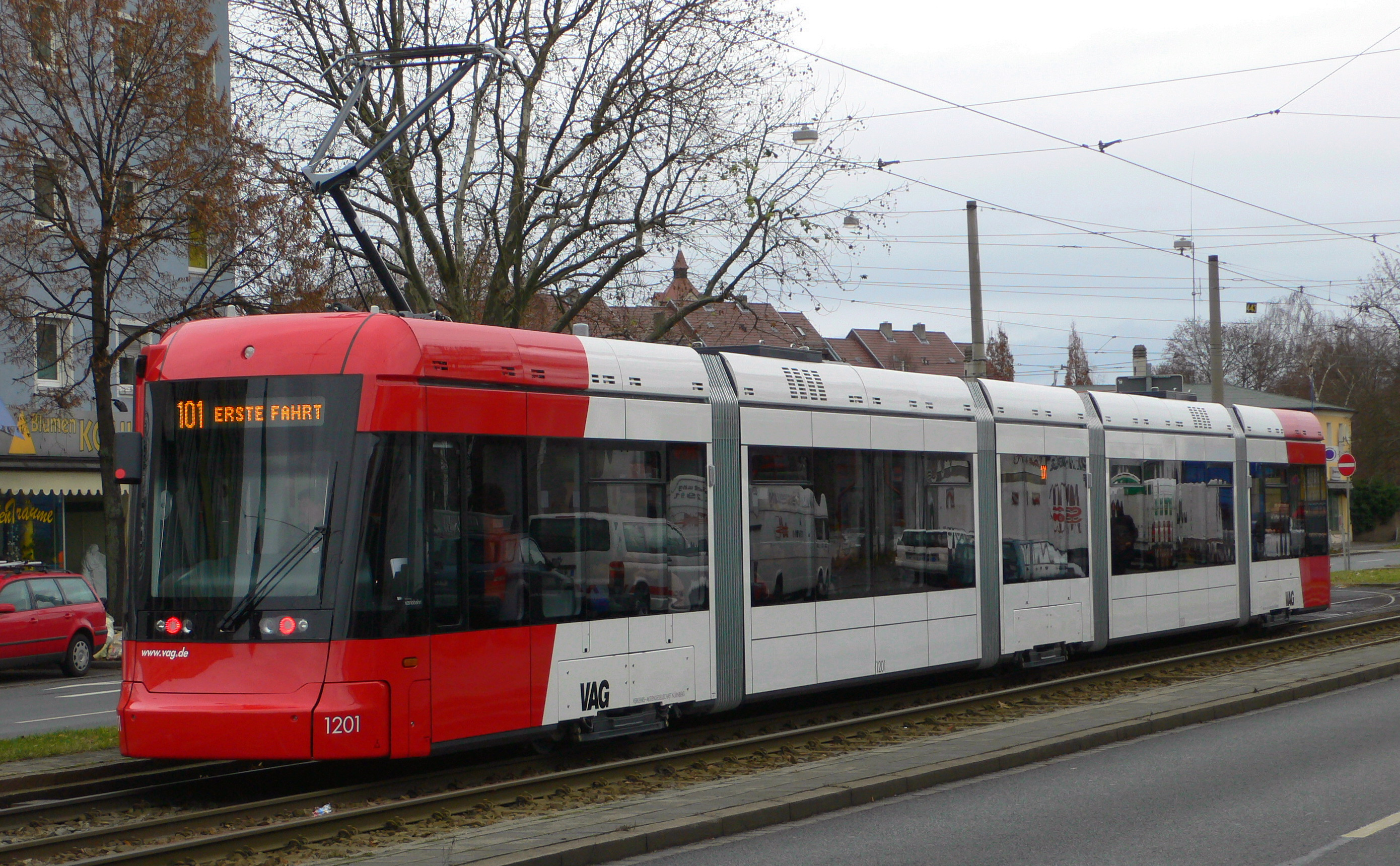
A nürnbergi Variobahn az első, amelyet már a Stadler készített

- RegioShuttle RS1 (ex Adtranz, 2013-ig gyártották)
- FLIRT – Flinker leichter innovativer Regional-Triebzug S-Bahn-motorvonat
- SPATZ – Schmalspur-Panorama-Triebzug, azaz keskenynyomközű panoráma-motorvonat a svájci Zentralbahn számára
- Variobahn (ex Adtranz)
- Tango – villamosok
- KISS - nagyvasút

A GTW-t 1995 óta készítik. Ez az első a Stadler által sorozatban gyártott típus, mely a moduláris felépítés miatt számtalan változatban létezik. A terméket számos országba exportálták (még az USA-ba is).
A SPATZ, amely nemcsak mozaikszó, de németül „veréb” jelentése is van; egy, a keskenynyomközű Zentralbahn részére nagyobb sorozatban készült, a „törzsfejlődésben” a GTW és a FLIRT között található. Legfeltűnőbb eltérés a GTW jellegzetes középső hajtásmoduljának hiánya, mivel a SPATZ hajtáselemeit a középső kocsi padlója alá helyezték.
A FLIRT az első jármű a GTW óta, melyet teljesen új alapokon fejlesztettek ki. Természetesen ez is csak részben igaz, hiszen rengeteg komplett részegységet, részletmegoldást vettek át a GTW-k újabb generációiból és jelenleg is törekednek arra, hogy mind több közös elemük legyen, így az újabb fejlesztéseket is mindkét típus megkapja. A GTW-vel szemben azonban a FLIRT hagyományosabb építésű, úgynevezett Jacobs-forgóvázas konstrukció, amelynél a hajtáselemek a vonatok két végén, a vezetőállások mögött találhatók. A rendkívül jó gyorsítóképességű, 160 km/h végsebességű típus számos országban elnyerte a vevők tetszését, és a megrendelt darabszám elérte a 400 motorvonatot.
A Tango egy új fejlesztésű magas- vagy részben alacsony padlós normál- és keskenynyomtávolságú villamostípus.
2020-as új típus a Capricorn.

## Üzemei

### Division Schweiz
- Bussnang (CH); 1962 óta a fő üzem; 1050 alkalmazott

A GTW, a FLIRT és a fogaskerekű járművek gyártása
Stadler Bussnang AG
- Altenrhein (CH); 1997-ben a Schindlertől átvéve; 400 alkalmazott

Személykocsik (Glacier-Express) gyártása, mellékkocsik (a GTW, az SBB RABe 514 sorozat számára), valamint a SOB FLIRT-motorvonatainak gyártása.
Stadler Altenrhein AG
- Winterthur (CH); ex Winpro AG (ex SLM) átvéve 2005. szeptember 5-én; 250 alkalmazott

A forgóvázak fejlesztője és gyártója. Dízelmozdonyok építése. Javító- és karbantartóüzem.
Stadler Winterthur AG
- Biel/Bienne (CH); 2004-ben a csődből átvéve

Stadler Stahlguss AG

### Division Deutschland
- Berlin-Pankow (D); 2000/2001-ben Adtranz-tól átvéve; 550 alkalmazott

A Regio-Shuttle gyártója, németországi FLIRTök gyártása, villamosok gyártása.
Stadler Pankow GmbH
- Weiden (Oberpfalz (D)); ex PFA, 2005. január 4-től először bérelve; 80 alkalmazott; megszüntetve: 2007. december 31.

Stadler Weiden GmbH

### Division International
- Budapest / Pusztaszabolcs / Szolnok (H);

A MÁV FLIRT motorvonatainak karbantartása (Pusztaszabolcs), alumínium kocsiszekrények gyártása (Szolnok)
Stadler Trains Magyarország Kft.
- Siedlce (PL); alapítva: 2006; 30 alkalmazott

lengyelországi FLIRT-ök összeszerelése
Stadler Polska Sp Z Oo